# Völgyesi Gabriella
Völgyesi Gabriella (Budapest, 1977. január 23. –) magyar énekesnő, jogász. A Unique együttes énekesnőjeként ismert.

## Élete
Hét évig tanult zongorázni. Középiskolai tanulmányait a Táncsics Mihály Gimnáziumban végezte. 1992-ben a Tini Sztár Kerestetik című műsorban tűnt fel először a közönség előtt. 1997-ben ismerkedett meg Kovacsics Ádámmal és Ferbár Zsolttal, akik éppen egy lányt kerestek az akkor induló Unique együttesbe. 1999-ben szerződést kötöttek a Magneoton-Warnerral, majd 2001-ben kiadták debütáló albumukat, Úttalan utakon címmel, amelyet még további hat követett: Mozaik (2003), Mozaik Nagykoncert (2005), Más világ (2006), Best of Unique (2008), Unique 20 Jubileumi Nagykoncert (2019), valamint Unique Nagyzenekari Koncert (2021).
2006-ban jogi diplomát szerzett az ELTE Állam- és Jogtudományi Karán.
Két gyermeke van: Martin (2012) és Eliot (2014).
2017-ben szerepelt a TV2 A Nagy Duett című műsorában, partnere Sági Szilárd volt. Az 5. helyen végzett. 2018-ban pedig a Sztárban sztár hatodik évadában szerezte meg a 3. helyet.

## Lemezei

### A Unique együttes tagjaként
- Úttalan utakon (2001)
- Mozaik (2003)
- Mozaik Nagykoncert (2005)
- Más világ (2006)
- Best of Unique (2008)
- Unique 20 Jubileumi Nagykoncert (2019)
- Unique Nagyzenekari Koncert (2021)

## Dalai
- Völgyesi Gabi: Ünnep (2008)
- Csak te légy (2013)
- Ha érezném (2016)
- Nigel Stately & Mad Morello feat. Völgyesi Gabi: Years (2016)
- Superstereo feat. Völgyesi Gabi: Holt-tenger (2021)
- Ahogy létezel (2024)

## Filmjei
- Tüskevár